# Reichsgau del Bajo Danubio
El reichsgau del Bajo Danubio (en alemán: Reichsgau Niederdonau) era una división administrativa de la Alemania nazi que consistía en áreas en la Baja Austria, Burgenland, partes del sureste de Bohemia y partes del sur de Moravia. Existió entre 1938 y 1945.

## Historia
El sistema nazi gau (gaue en plural) se estableció originalmente en una conferencia del partido el 22 de mayo de 1926, con el fin de mejorar la administración de la estructura del partido. A partir de 1933, después de la toma del poder por parte de los nazis, los gaue reemplazaron cada vez más a los estados alemanes como subdivisiones administrativas en Alemania. En 1938, la Alemania nazi se anexionó a Austria, siendo esta última subdividida en varios reichsgaue.
Al frente de cada gau se encontraba un gauleiter, una posición que se hizo cada vez más poderosa, especialmente después del estallido de la Segunda Guerra Mundial. Los gauleiter locales estuvieron a cargo de la propaganda y la vigilancia y, desde septiembre de 1944 en adelante, del Volkssturm y la defensa de los gau.
La posición de gauleiter en Niederdonau fue ocupada por Hugo Jury durante la existencia del gau.

## Divisiones administrativas
Divisiones administrativas del Gau:

### Distritos urbanos /Stadtkreise
1. Ciudad de Krems an der Donau
2. Ciudad de Sankt Pölten
3. Ciudad de Wiener Neustadt

### Distritos rurales /Landkreise
1. Landkreis Amstetten
2. Landkreis Baden
3. Landkreis Bruck an der Leitha
4. Landkreis Eisenstadt
5. Landkreis Gänserndorf
6. Landkreis Gmünd
7. Landkreis Hollabrunn
8. Landkreis Horn
9. Landkreis Korneuburg
10. Landkreis Krems
11. Landkreis Lilienfeld
12. Landkreis Melk
13. Landkreis Mistelbach an der Zaya
14. Landkreis Neubistritz
15. Landkreis Neunkirchen in Niederdonau
16. Landkreis Nikolsburg
17. Landkreis Oberpullendorf
18. Landkreis Sankt Pölten
19. Landkreis Scheibbs
20. Landkreis Tulln
21. Landkreis Waidhofen an der Thaya
22. Landkreis Wiener Neustadt
23. Landkreis Znaim
24. Landkreis Zwettl